# Martinho Afonso Pires de Miranda
Martinho Afonso da Charneca ou Martinho Afonso de Miranda (Lisboa, 1360 – Lisboa, 2/25 de Março de 1416), também chamado Martinho Afonso de Lisboa, senhor de Lagares d' El-Rei, foi bispo de Coimbra e arcebispo de Braga. Também teria sido bispo do Porto, segundo alguns genealogistas.

## Biografia
D. Martinho era filho de Afonso Pires da Charneca e de sua mulher Constança Esteves.
D. Martinho Afonso documenta-se como filho de Constança Esteves. Isso, quando, já bispo de Coimbra e do Conselho, a ele e à dita sua mãe, D. João I de Portugal a 11 de Dezembro de 1392 confirmou a doação que fizera a Afonso Pires da Charneca, filho da dita Constança Esteves e irmão do dito Bispo, do lugar das Alcáçovas (chamado Lagares del Rei), de umas vinhas e lagares «aallem d aRoyos e partem com o caminho da charneca» , e de umas casas em Sintra.
Doutor em Leis pela Universidade de Bolonha em 1382, foi um dos principais Conselheiros de Dom João I, acompanhando-o tão de perto que lhe chegaram a chamar "Sombra del rei" e esteve ao seu lado na Batalha de Aljubarrota. Igualmente terá sido seu Embaixador em França, etc.
A 8 de Novembro de 1384 é uma das individualidades que está presente em Évora para homenagear o Mestre de Avis.
Igualmente esteve nas cortes de Coimbra de 1385 na representação do braço do Povo
Igualmente terá sido aio ou mordomo-mor de D. Duarte I de Portugal.
D. Martinho instituiu o Morgado da Patameira. E é certamente este o morgado a que se refere D. João I quando a 7 de Dezembro de 1395 lhe doa, a seu pedido, o padroado da Igreja de São Cristóvão, na freguesia de São Cristóvão, em Lisboa, referindo que «dom martinho bispo de coj.m do nosso coselho nos dise que elle fazia queria fazer hua capeella na igreia de sam chr.ouam que he na nossa muy nobre leal cidade de lixboa E esso mesmo queria hordenar huu moorgado de seus bees. E que nos pedia por mercee que pea a dcta capella mooorgado seer mjlhor mais nobr lhe desemos pa sempre o nosso padroado da igeia de sam chr.ouam que o ouuese elle todos aqles que elle hordenar que depos elle socedam aiam o dcto moorgado», onde fundou uma capela que depois foi conhecida por "sacristia velha"., destinando-a para seu jazigo e de seus descendentes, agregando-a, como vínculo, ao referido Morgado da Patameira, na freguesia de Dois Portos, em Torres Vedras que também instituiu
Existem vários selos heráldicos com o seu brasão de armas, um escudo com uma aspa acantonada de quatro flores de lis, depois ditas dos Miranda.

## Dados genealógicos
Apesar de eclesiástico, Dom Martinho deixou descendência, segundo alguns investigadores antes de o ser. Deu origem nomeadamente aos Miranda  e, consequentemente, aos Miranda Henriques por ter uma quinta em Miranda do Corvo onde terá criado seus filhos.
Na sua embaixada a França terá conhecido D. Mécia Miranda, da qual teve cinco a sete filhos, nomeadamente Martim Afonso de Miranda, casado com Genebra Pereira e Maria Miranda, senhora do senhorio dos Lagares d'El-Rei, casada com Gonçalo Pereira de Riba Vizela.